# Tramlink
Tramlink – system komunikacji tramwajowej składający się z czterech linii działających w południowym Londynie.
Łączna długość tras wynosi 28 kilometrów, wyznaczono na nich 39 przystanków. Kursy obsługiwane są przez tramwaje Bombardier CR-4000 oraz Stadler Variobahn. Od 2016 w ruchu pozostaje 40 składów. Przewożą one ok. 28 milionów pasażerów rocznie.
Otwarcie Tramlinku w roku 2000 oznaczało powrót tramwajów do Londynu po 48 latach przerwy. W założeniu miał on być jedną z trzech niezależnych od siebie sieci tramwajowych, nazywanych wspólnie London Trams.
- Linia 1: Elmers End – Croydon
- Linia 2: Beckenham Junction – Croydon
- Linia 3: Wimbledon – New Addington
- Linia 4: Elmers End – Therapia Lane

Tramlink posiada własną taryfę biletów jednorazowych, możliwe jest korzystanie z elektronicznej karty miejskiej (tzw. Oyster card). Operatorem linii jest wyłoniona w przetargu, prywatna firma FirstGroup, działająca jako ajent wobec władz miejskich Londynu.